# بطولة ويمبلدون 1968

## الكبار

### فردي رجال
رود لافر هزم  توني روتشي, 6-3, 6-4, 6-2

### فردي سيدات
بيلي جين كينغ هزم  جودي تيجارت, 9-7, 7-5

### زوجي رجال
جون نيوكومب و توني روتشي هزم  كين روزوال و فريد ستول, 6-3, 6-8, 14-12, 6-3

### زوجي سيدات
بيلي جين كينغ و روزماري كاسالس هزم  فرانسيس دور و آن هايدن جونز, 3-6, 6-4, 7-5

### زوجي مختلط
كين فليتشر و مارغريت سميث كورت هزم  أليكس ميترفيلي و أولغا موروزوفا, 6-1, 14-12

## الشباب

### فردي أولاد
جون أليكساندر هزم  جاكويس ثامين, 6-1, 6-2

### فردي بنات
Kristy Pigeon هزم  ليزلي هنت, 6-4, 6-3

### زوجي أولاد
بدأت البطولة في سنة 1982

### زوجي بنات
بدأت البطولة في سنة 1982